# Az őserdő hőse 2.
Az őserdő hőse 2. (eredeti cím: George of the Jungle 2) 2003-ban bemutatott direct-to-video filmvígjáték, melyet Jordan Moffet forgatókönyvéből David Grossman rendezett. Az Az őserdő hőse (1997) című film folytatása, annak főszereplője, Brendan Fraser azonban nem tért vissza. A főbb szerepekben Christopher Showerman, Thomas Haden Church, Julie Benz, Christina Pickles, Angus T. Jones, Michael Clarke Duncan és John Cleese látható.
A 2003. október 21-én megjelentetett film negatív kritikákat kapott.

## Cselekmény
George megpróbálja megmenteni a Majomhegyet (Ape Mountain) ellenségétől, Lyle-tól.

## Szereplők
Élőszereplők
| Színész               | Szerep            | Magyar hang      |
| --------------------- | ----------------- | ---------------- |
| Christopher Showerman | George            | Viczián Ottó     |
| Julie Benz            | Ursula Stanhope   | Zakariás Éva     |
| Angus T. Jones        | George Jr.        |                  |
| Thomas Haden Church   | Lyle Van de Groot | Faragó András    |
| Christina Pickles     | Beatrice Stanhope | Andai Györgyi    |
| Marjean Holden        | Sally             | Bognár Gyöngyvér |
| Erika Heynatz         | Kowalski          | Kiss Eszter      |
| Dean Vegas            | Elvis-imitátor    |                  |

Szinkronhangok
| Színész                  | Szerep                   | Magyar hang   |
| ------------------------ | ------------------------ | ------------- |
| John Cleese              | majom                    | Háda János    |
| Michael Clarke Duncan    | Gonoszlán                | Kristóf Tibor |
| John Kassir              | Rocky, a kenguru         | Koncz István  |
| Kevin Greutert           | Tookie, a tukán          | Szokol Péter  |
| Kevin Michael Richardson | morcos majom / csimpánz  |               |
| Tress MacNeille          | tigris / elefánt         |               |
| Dee Bradley Baker        | Dexter, a majom / bölény |               |
| Keith Scott              | mesélő                   | Végvári Tamás |

## Megjelenés
A Disney 2003. október 21-én jelentette meg a filmet direct-to-video módon. Eredetileg 2003 nyarán mutatták volna be, de a premier 2003. október 21-re tolódott át. Egy héttel a bemutató előtt a Caterpillar Inc. beperelte a Disney-t, mivel a filmben látható buldózereken látható a vállalat logója, ezáltal a cég hírneve is romlott. A Caterpillar meg akarta akadályozni a film bemutatóját, sikertelenül.

## Fogadtatás
A Rotten Tomatoes honlapján 17%-ot ért el 6 kritika alapján.
Joe Leydon, a Variety magazin kritikusa már pozitívan vélekedett a filmről, kritikája szerint "egyike a legjobb és legviccesebb direct-to-video folytatásoknak".  Michael Rankins, a DVD Verdict kritikusa negatívan értékelte a filmet, illetve azt tanácsolta a nézőknek, hogy inkább Jay Ward rajzfilmjeit nézzék.  Aaron Beierle, a DVD Talk kritikusa 2 pontot adott a filmre az ötből. Kritikája szerint "bár nem olyan szörnyű, mint ahogy a »direct-to-video« filmektől várná az ember, még sincs valami sok történet és csak a narrátor szolgáltat vicces pillanatokat".